# Fujiwara no Sukenaka
Fujiwara no Sukenaka (藤原資仲, [[[1021]] – 1087] Erro: {{japonês}}: texto da transliteração contém caractere não latino (pos 19) (ajuda)) membro da Corte durante o Período Heian da História do Japão.

## Vida
Este membro do Ramo Ononomiya do Clã Fujiwara foi o segundo filho de Sukehira.

## Carreira
Serviu os seguintes imperadores : Imperador Go-Ichijo (1033-1036); Imperador Go-Suzaku (1036-1045); Imperador Go-Reizei (1045-1068); Imperador Go-Sanjo (1068-1072); Imperador Shirakawa (1073-1086); Imperador Horikawa (1087).
Sukenaka ingressou na corte  em 1033 como Sanuki gonmori (讃岐権守, governador substituto da província de Sanuki) no governo do Imperador Go-Ichijo, em 1036 já no governo do Imperador Go-Suzaku foi transferido para o Kurōdodokoro (órgão criado para cuidar dos arquivos do imperador e documentos imperiais bem como atender as várias necessidades pessoais do soberano). 
Em 1037 durante o reinado do Imperador Go-Suzaku, Sukenaka foi nomeado Bitchū no Kami (備中, governador da Província de Bitchū)
Em 1040 foi nomeado a Udaiben (右大弁, Auditor da Direita) e em 1042 promovido a Sadaiben (左大弁, Auditor da Esquerda).
Após a ascensão do Imperador Go-Reizei volta para o Kurōdodokoro como supervisor em 1047 . Neste mesmo ano foi nomeado para organizar o Kōfukuji chōkan (興福寺長官, órgão que seria criado para cuidar dos assuntos do Imperador Aposentado) que mais tarde Go-Sanjo tentou implementar mas que só vigorou com Shirakawa e se tornou a base do sistema Insei 
Com a eclosão da Guerra Zenkunen (1051-1062) Go-Reizei enviou Sukenaka para o posto de Mamoru Harima (播磨守, governador da Província de Harima) e em 1057 para o mesmo posto na província de Ōmi e em 1060 para a província de Mimasaka. 
Em 1068 Sukenaka é nomeado Sangi pelo Imperador Go-Sanjo, e em 1072 foi promovido a  Chūnagon .
Em 1084 se aposenta de suas funções e entra para o sacerdócio passando a ser chamado de Sochinyūdō (帥入道, o governador sacerdote).
Sukenaka veio a falecer em 1087 aos 66 anos de idade.
| Precedido por Fujiwara no Sukehira | -- 5º Líder dos Ononomiya Fujiwara 1068 - 1084 | Sucedido por Fujiwara no Akizane |